# Bahnhof Neunkirchen a Sand
Der Bahnhof Neunkirchen a Sand ist ein Trennungsbahnhof in der mittelfränkischen Gemeinde Neunkirchen am Sand im Nürnberger Land.

## Geschichte
Die Nebenbahn Neunkirchen a Sand–Simmelsdorf-Hüttenbach wurde am 5. Dezember 1895 als Bahnstrecke Schnaittach Bf–Schnaittach Markt eröffnet, nachdem die Einbindung Schnaittachs in die Bahnstrecke von Nürnberg nach Bayreuth zugunsten der Führung durch das Pegnitztal gescheitert war.
Der Name des seit dem 15. Juli 1877 mit der Eröffnung des Abschnittes Nürnberg–Schnabelwaid in Richtung Eger bestehenden Ausgangsbahnhofes Schnaittach Bf wurde 1970 in Neunkirchen a Sand geändert.
Das ehemalige Empfangsgebäude ist abgerissen. Es wurde in den 1980er Jahren durch einen Funktionsbau ersetzt. Der Güterschuppen ist noch vorhanden, aber an Privat verkauft, die Güteranlagen sind nicht mehr nutzbar.
Der Bahnhof Neunkirchen am Sand war bis November 1981 mit drei mechanischen Stellwerken (zwei Wärterstellwerke und eine Befehlsstelle (Fdl)) der Bauform Spaeth ausgerüstet. 1980 wurden sie durch ein Relaisstellwerk ersetzt. Seit 1989 wird der Bahnhof von Hersbruck (r Pegnitz) ferngesteuert.

## Betrieb
Der Bahnhof wird ausschließlich durch DB Regio Bayern mit zwei Regionalbahn-Linien bedient, die Teil der Mittelfrankenbahn sind. Dadurch bestehen Verbindungen in Richtung Nürnberg, Neuhaus an der Pegnitz und Simmelsdorf. Auf beiden Linien werden Dieseltriebzüge des Typs Alstom Coradia LINT 41 (Baureihe 648) und LINT 54 (Baureihe 622) eingesetzt.
Wochentags verkehrt die Linie RB 31 durchgehend von Simmelsdorf bis Nürnberg, an Wochenenden ist dafür ein Umstieg nötig.
| Linie                    | Laufweg                                                                                            | Takt                           | Bemerkungen                                              |
| ------------------------ | -------------------------------------------------------------------------------------------------- | ------------------------------ | -------------------------------------------------------- |
| RB30                     | Nürnberg Hbf – Lauf (re Pegnitz) – Neunkirchen a Sand – Hersbruck (re Pegnitz) – Neuhaus (Pegnitz) | Stundentakt (+ HVZ-Verstärker) |                                                          |
| RB31                     | (Nürnberg Hbf – Lauf (re Pegnitz) – ) Neunkirchen a Sand – Simmelsdorf-Hüttenbach                  | Stundentakt                    | Abschnitt Nürnberg Hbf–Neunkirchen a Sand nur wochentags |
| Stand: 15. Dezember 2024 | |                                |                                                          |

## Anlagen
Der Bahnhof verfügt über einen Hausbahnsteig (Gleis 1) und einen Inselbahnsteig (Gleis 2 und 3), der über eine Unterführung erreicht wird. Die Bahnsteige sind nicht überdacht und nicht barrierefrei.
Daneben gibt es noch ein Überholgleis und ein Stumpfgleis im Osten zwischen den beiden Strecken. Es gab früher mehrere Gleisanschlüsse.